# Biafrakriget
Biafrakriget, även känt som inbördeskriget i Nigeria, var ett utbrytarkrig i Nigeria som varade från 6 juli 1967 till 15 januari 1970 och utkämpades mellan den islamska nigerianska staten och den självutnämnda kristna utbrytarrepubliken Biafra. Krigets följder blev en global sinnebild för svältkatastrofer, och företrädare för igbofolket har fortlöpande hävdat att Biafra utsattes för ett folkmord.
Inbördeskriget orsakade stora förluster på båda sidor: 200 000 nigerianska soldater och civila, och cirka 1 miljon biafraner. Kriget slutade med nigeriansk seger och att området återinförlivades med Nigeria.
Från svenskt håll är kriget relevant då Carl Gustav von Rosen grundade Biafras flygvapen. Hans personal bestod av frivilliga svenska piloter samt ett par biafranska flygare. I markpersonalen ingick ytterligare ett par svenskar.

## Historia
Bakgrunden till inbördeskriget var en militärkupp som ägde rum i Nigeria 15 januari 1966. Kuppmännen var vänstersinnade yngre militärer som bildade en junta under ledning av general Johnson Aguiyi-Ironsi. Regimen mötte hårt motstånd och motkupper, vilket ledde till ökade etniska motsättningar. I september massavrättades kristna igbo i de muslimdominerade områdena i norr. Samtidigt upptäcktes stora oljefyndigheter i södra Nigeria.
Den 30 maj 1967 utropade igbon Odumegwu Ojukwu republiken Biafra i området med oljefyndigheterna. Fastän flera länder var välvilligt inställda erkändes republiken endast av fyra stater. Flera fredsförhandlingar havererade, varav den mest uppmärksammade hölls i Aburi i Ghana, varpå kriget var ett faktum.
Kriget började 6 juli då nigerianska trupper gick in i Biafra. Staden Nsukka föll redan 14 juli, men biafranerna gick till offensiv, intog Benin City och passerade gränsen 21 augusti med sina trupper. Svensken Carl Gustav von Rosen bistod Biafra och ledde en grupp piloter i grundandet av ett flygvapen som kom att kallas för "Biafra Babies" och det bestod av nedsmugglade Malmö flygindustri MFI-9B. Under de första månaderna inträffade flera vinster och återtaganden, och fronten förflyttades långa sträckor.

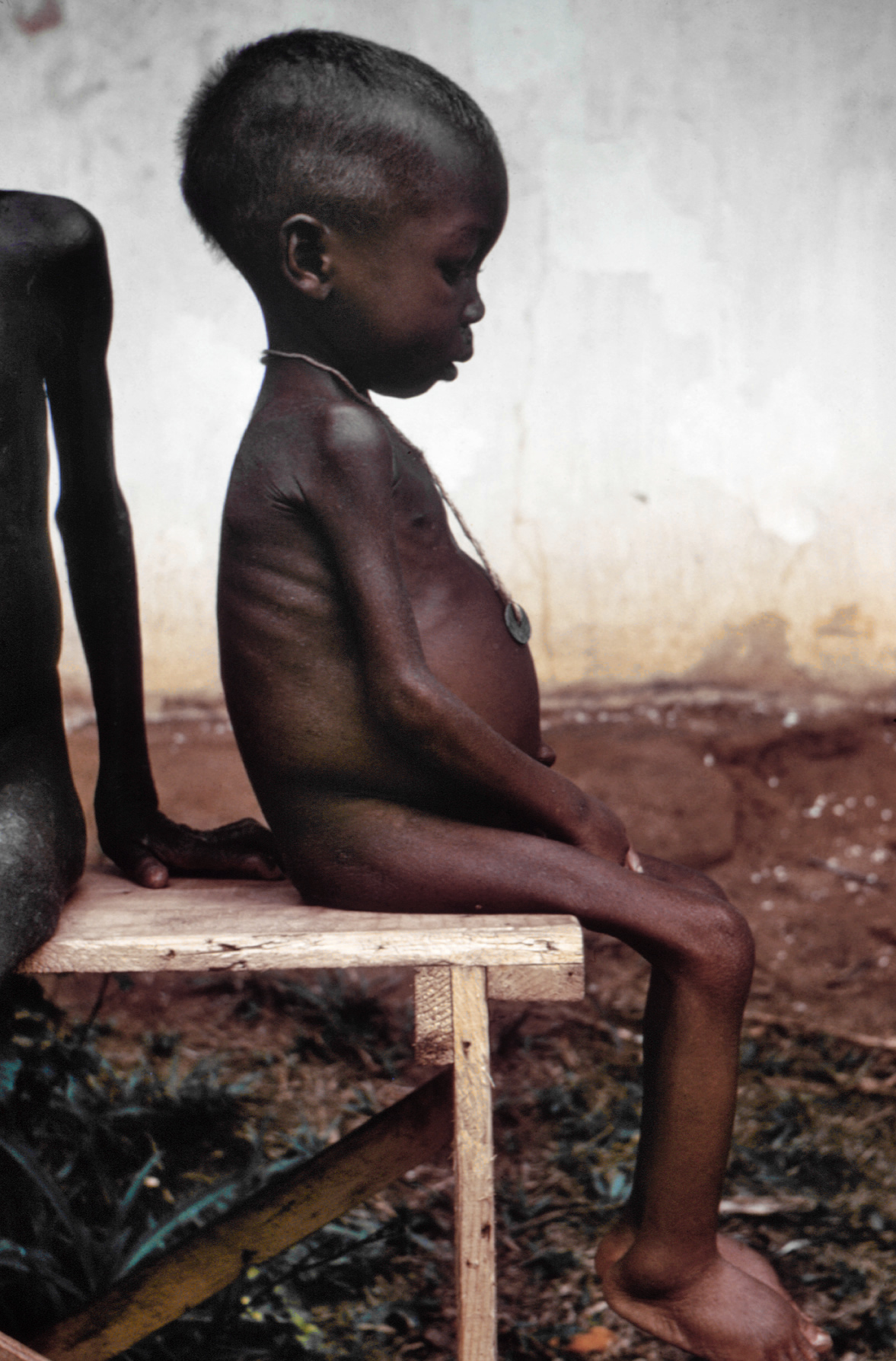
Svältande flicka med kwashiorkor under Biafrakriget.

Från 1968 stagnerade kriget, och inga större förändringar skedde. I juni 1968 omringade och blockerade nigerianerna Biafra, vilket ledde till en humanitär katastrof. Civilbefolkningen svalt, bland annat för att odlingar förstördes. Bilder på biafrabarn med magar som svälten fått att svälla upp spreds över hela världen. Enligt biafranerna själva var svälten ett avsiktligt led i strävan att få dem att kapitulera.
Röda korset och andra internationella hjälporganisationer sände medarbetare till Biafra, men attackerades av den nigerianska armén. Bland de läkare som reste dit fanns fransmannen Bernard Kouchner. Han kom fram till att en ny organisation behövdes, och han grundade därför Läkare utan gränser 1971.
Tack vare omvärldens hjälpsändningar kunde biafranerna starta en motoffensiv i juni 1969. Nigerianerna svarade med en attack 23 december 1969 och lyckades tudela Biafras enklav. Den 7 januari 1970 inleddes den slutliga nigerianska offensiven, kallad Operation Tail-Wind. Den 15 januari kapitulerade Biafra.
Enligt uppskattningar 1 miljon människor i kriget, enligt andra uppskattning upp till 3 miljoner. De etniska konflikterna har fortsatt i området, och frågor om fördelning av naturresurser och krav på kompensationer har fortsatt att leda till oroligheter och kupper.